# 紅帶鯪脂鯉
紅帶鯪脂鯉（学名：Prochilodus rubrotaeniatus）為輻鰭魚綱脂鯉目脂鯉亞目鯪脂鯉科的其中一個種，分布於南美洲巴西Branco與Marauio河、委內瑞拉Caroni河及圭亞那沿岸淡水流域，體長可達32公分，棲息在底中層水域，生活習性不明。